# 李錫銘
李 錫銘（り しゃくめい、 Lǐ Xī Míng, 1926年2月28日 - 2008年11月10日）は河北省束鹿生まれ。中華人民共和国の政治家。
1948年中国共産党入党。石景山発電工場で党務をこなし、1957年から党委書記。文化大革命で失脚したが、1970年石景山発電工場に復帰。1975年に水利部副部長、城郷建設環境保護部長（現在はそれぞれ建設部、環境保護総局に発展解消）。
1984年5月、北京市党書記、第一政治委員。1987年11月第13期１中全会で政治局委員。1989年の天安門事件では、北京市当局者として李鵬に協力して鄧小平に北京市内の状況を誇張して報告するなど強硬姿勢を貫いた。6月19日の党中央政治局拡大会議において、「北京における反革命暴乱鎮圧に関する報告」の中で、北京市内における死傷者の報告を行っている。
1992年に北京市党委書記を辞任し、1993年3月の第8期全人代第1回会議で常務委員会副委員長に当選。
2008年11月10日、北京市内の病院で死亡した。
第12期、第13期中央委員、中央政治局委員。

## 外部サイト
- 略歴